# Proyecto BLUEBIRD

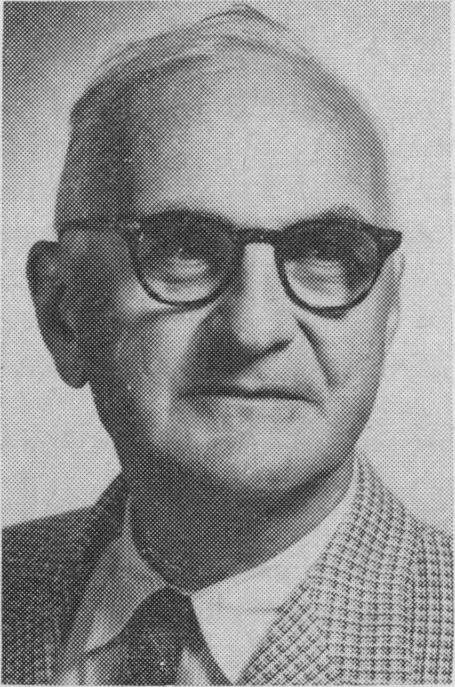
Donald Ewen Cameron

Bluebird (Pájaro azul) es un programa de control mental de la CIA llevado a cabo entre 1950 y 1953 que buscaba la manera de lavar el cerebro a detenidos e inculcarles nuevos valores e ideas. Durante este período la CIA autorizó a psiquiatras licenciados para realizar experimentos, entre los que se incluyen: creación de nuevas identidades, inducir amnesia, crear múltiples personalidades y crear falsos recuerdos.
La mayor parte de los experimentos fueron llevados a cabo en clínicas psiquiátricas en Canadá por el doctor Ewen Cameron, quien realizó los experimentos en pacientes del hospital.